# Asta Kihlbom
Asta Maria Kihlbom, född 21 mars 1892 i Mariestad, död 15 januari 1984 i Lund, var en svensk filolog. Hon var gift (1927) med Walter Gyllenberg. 
Efter studentexamen 1911 blev Kihlbom filosofie kandidat vid Lunds universitet 1916, filosofie magister där 1917, filosofie licentiat vid Uppsala universitet 1923, filosofie doktor där 1927, docent i engelska vid Uppsala universitet 1926 och vid Lunds universitet 1930. Hon var svensk lektor vid University College London 1925, vid London University 1926–1928, Svenska institutets representant i England 1945–1948, professor i engelsk filologi vid universitetet i Oslo 1949–1953 och vid universitetet i Bergen 1953–1958. 
Kihlbom var ordförande i Akademiskt bildade kvinnors förening 1942–1948, ledamot av stipendiekommittén hos International Federation of University Women 1936–1946 och Cultural Relations Committee 1950–1953. Hon blev filosofie hedersdoktor i Oslo 1945 och tilldelades Illis Quorum av åttonde storleken 1948. Kihlbom är begravd på Norra kyrkogården i Lund.